# Delphine Balley
Pour les articles homonymes, voir Balley.
Delphine Balley (née le 7 mai 1974 à Romans) est une photographe plasticienne  contemporaine française. Elle vit et travaille dans la Drôme. Ses séries photographiques se déclinent autour de la mémoire familiale ou collective dont elle interroge les traces.

## Biographie
Delphine Balley est née le 7 mai 1974 à Romans (dans la Drôme) et vit toujours dans cette région. Elle a été formée à  l’école nationale supérieure de la photographie d’Arles en 1999.
Elle est représentée par la Galerie d'art parisienne Suzanne Tarasieve.
En 2002, elle commence une série de photographies : « L’Album de famille ». En 2003, elle a réalisé sa première exposition à Saint-Étienne. Depuis 2014, son travail est documenté sur le Réseau documents d'artistes.

## Son œuvre
Son œuvre est caractérisée par un ancrage fort dans le réel, qui, par le biais de la mise en scène, débouche sur la fiction photographique, le fantastique. Sa série Histoires vraies est inspirée de la chronique de faits divers du début du vingtième siècle. Elle y reconstitue des scènes de crimes authentiques qui sont accompagnées de textes courts.
En 2005, elle expose une partie de sa série Album de famille, commencée en 2002. Elle met en scène son propre assassinat lors de son mariage fictif pour se retrouver derrière l'objectif. La plupart des photographies, dans lesquelles elle utilise les membres de sa famille, évoquent une saga familiale à la frontière entre fiction et réalité.
Sa série photographique Le Pays d'en bas fonctionne en diptyque avec son film Le Pays d'en haut.

### Influences et inspirations
Elle s'inspire beaucoup de la peinture (Goya, Magritte), de la littérature et du théâtre de l'époque victorienne. Ainsi ses photographies sont souvent encadrées comme des tableaux. En outre, elle a puisé dans Les Grandes Espérances de Charles Dickens pour créer sa robe de mariée.

### Thèmes
La famille et ses secrets, les croyances, les légendes et traditions populaires rurales du Vercors, les superstitions, les rites initiatiques, la morbidité sont parmi ses thèmes privilégiés.

### Techniques
Ses photographies sont toujours très construites : la mise en scène, les décors et l’éclairage sont particulièrement soignés. Pour la prise de vue, elle utilise une chambre photographique et travaille en argentique.

## Expositions
- L'album de famille, Le 9 bis, Saint-Étienne, 2003
- Histoires vraies, Festival du Fait divers, Guéret, 2007
- Programme Nouveaux commanditaires : Qu’est-ce qui nous rassemble ? Cinq œuvres présentées en différents lieux à Orthez, 2013
- Le Pays d'en haut, Centre d'art image/imatge, 22 octobre 2014- 17 janvier 2015
- Figures de cire, Musée d'Art Contemporain de Lyon[7], 15 septembre 2021- 2 janvier 2022
- Incarnations #1, le corps dans les collections du macLYON, musée d'art contemporain de Lyon, Lyon, France[8]